# Dans la tempête
Pour plus de détails, voir Fiche technique et Distribution.
Dans la tempête (嵐の中の母, Arashi no naka no hara) est un film japonais réalisé par Kiyoshi Saeki, sorti en 1952.

## Fiche technique
- Titre : Dans la tempête[1],[2]
- Titre original : 嵐の中の母 (Arashi no naka no hara?)
- Réalisation : Kiyoshi Saeki
- Scénario : Toshio Yasumi
- Photographie : Minoru Yokoyama
- Direction artistique : Masatoshi Katō
- Musique : Seitarō Ōmori
- Société de production : Tōei
- Pays d'origine :  Japon
- Langue originale : japonais
- Genre : drame
- Durée : 86 minutes (métrage : 9 bobines - 2 366 m[3])
- Dates de sortie : 
  - Japon : 7 février 1952[3]

## Distribution
- Kyōko Kagawa
- Yaeko Mizutani (ja)
- Yōichi Numata
- Hatae Kishi (ja)
- Yasumi Hara (ja)

## Distinctions
Le film a été présenté en sélection officielle en compétition au Festival de Cannes 1952.